# Álamo (Texas)
Álamo es una ciudad ubicada en el condado de Hidalgo en el estado estadounidense de Texas. En el Censo de 2010 tenía una población de 18.353 habitantes y una densidad poblacional de 997,34 personas por km².

## Geografía
Álamo se encuentra ubicada en las coordenadas 26°10′47″N 98°7′6″O / 26.17972, -98.11833. Según la Oficina del Censo de los Estados Unidos, Álamo tiene una superficie total de 18.4 km², de la cual 18.4 km² corresponden a tierra firme y (0%) 0 km² es agua.

## Demografía
Según el censo de 2010, había 18.353 personas residiendo en Álamo. La densidad de población era de 997,34 hab./km². De los 18.353 habitantes, Álamo estaba compuesto por el 86.96% blancos, el 0.45% eran afroamericanos, el 0.31% eran amerindios, el 0.14% eran asiáticos, el 0.01% eran isleños del Pacífico, el 11.08% eran de otras razas y el 1.06% pertenecían a dos o más razas. Del total de la población el 84.61% eran hispanos o latinos de cualquier raza.

## Educación
El Distrito Escolar Independiente de Pharr-San Juan-Álamo (PSJAISD por sus siglas en inglés) gestiona las escuelas públicas que sirven a la mayoría de la ciudad. La escuela preparatoria Pharr-San Juan-Álamo Memorial High School (PSJA Memorial) sirve a un grande parte de la ciudad.
El Distrito Escolar Independiente de Donna (DISD) sirve a otra parte de la ciudad de Álamo, en la este. La Escuela Primaria Captain D. Salinas II, la Escuela Secundaria Sauceda y la Escuela Preparatoria Donna sirven a la zona DISD en la ciudad.
El Distrito Escolar Independiente South Texas gestiona escuelas magnet que sirven a la comunidad.